# Siedliska (Kaplonosy-Kolonia)
Siedliska – kolonia kolonii Kaplonosy-Kolonia w Polsce położona w województwie lubelskim, w powiecie włodawskim, w gminie Wyryki.
W latach 1975–1998 kolonia administracyjnie należała do województwa chełmskiego.